# Michael Cochrane (acteur)
Michael Dundonald Cochrane (Brighton, 19 mei 1947) is een Britse acteur, die gespecialiseerd is in het spelen van zachte, hogere-klasse-personages.

## Biografie
Cochrane is geboren in Brighton, East Sussex. Hij werd opgeleid op de Cranleigh School. Hij heeft veel televisie- en radiorollen gehad, waaronder Oliver Sterling in de soap The Pallisers (1974) van BBC Radio 4, Wings (1977-78), Love in a Cold Climate (1980), The Citadel (1983), een BBC-seriële bewerking van Goodbey Mr. Chips (1984), Raffles (1985-1993), No Job for a Lady, The Chief (1990-1995) en als sir Henry Simmerson in de serie Sharpe. Zijn filmcarrière omvatte rollen in Escape to Victory (1981), The Return of the Soldier (1982), Real Life (1984), Number One Gun (1990), The Saint (1997), Incognito (1998), A Different Loyalty (2004) en The Iron Lady (2011).
Hij is twee keer verschenen in de BBC-sciencefictionserie Doctor Who, eerst als Charles Cranleigh in de serie Black Orchid (1982) en later als Redvers Fenn-Cooper in Ghost Light (1989). Cochrane werd later geassocieerd met Doctor Who toen hij in 2006 verscheen in het audiodrama Big Finish Productions, No Man's Land. Hij verscheen in 2008 in Big Finish Productions audiodrama Brotherhood of the Daleks, Trail of the White Worm/The Oseidon Adventure in 2012 en The Fate of Krelos/Return to Telos in 2015. Hij was te zien in de ITV-sciencefictionserie The Uninvited. In 2008 verscheen hij in de soap Doctors als Daniels advocaat en in 2009 in Margaret als MP Alan Clark. Hij verscheen in de sitcom Perfect World als de sex-geobsedeerde marketing director. Hij verscheen in Offending Angels (2002). Hij werd gezien als Ds. Albert Travis in Downton Abbey met Hugh Bonneville en Maggie Smith en Johnny Darby in de eenmalige special Panto! geschreven door John Bishop en Jonathan Harvey. Hij had een kleine rol in aflevering 5 van het BBC-seriedrama The Musketeers (2014). Hij verscheen als scheepsofficier in de aflevering Sea Fever (1993) van de BBC Keeping Up Appearances en hij verscheen ook als Mr. Price in het detective drama Wycliffe van de ITV met de titel Strangers (1997). In 2016 speelde hij de rol van Henry Marten in de Netflix-serie The Crown. In 2019 verscheen Cochrane als een van de nummer 2's in de 2016 Big Finish Productions audiodramabewerking van de Britse tv-serie The Prisoner uit de jaren 1960, uitgezonden door BBC Radio 4 Extra.

## Privéleven
Cochrane is getrouwd met de actrice Belinda Carroll.

## Filmografie
| Jaar            | Titel                                    | Rol                                                                    | Opmerkingen                       |
| --------------- | ---------------------------------------- | ---------------------------------------------------------------------- | --------------------------------- |
| 1974            | The Pallisers                            | Gerald                                                                 | miniserie                         |
| 1976-1978       | Wings                                    | Lt. Charles Gaylion                                                    |                                   |
| 1980            | Love in a Cold Climate                   | Cedric Hampton                                                         | tv-serie                          |
| 1981            | The Life and Times of David Lloyd George | Charles Masterman                                                      | tv-serie                          |
| 1981            | Escape to Victory                        | Farrell – The English                                                  |                                   |
| 1982-1989       | Doctor Who                               | Lord Cranleigh/Redvers Fenn-Cooper                                     | 2 afleveringen                    |
| 1982            | The Return of the Soldier                | Stephen                                                                |                                   |
| 1983            | Ascendancy                               | Officier                                                               |                                   |
| 1984            | Frankenstein                             | Henry Clervell                                                         | tv-film                           |
| 1984            | Real Life                                | Lipton                                                                 |                                   |
| 1987            | Fortunes of War                          | Clifford                                                               | miniserie                         |
| 1989-2010       | The Bill                                 | Commander Whiteside/Nigel Boscombe/Howard Walsh                        | 3 afleveringen                    |
| 1990            | Howard's Way                             | Pierre Challon                                                         | 1 aflevering                      |
| 1990            | Number One Gun                           | Flash Fairmaid                                                         |                                   |
| 1992            | A Dangerous Man: Lawrence After Arabia   | Winston Churchill                                                      | tv-film                           |
| 1993-2008       | Sharpe                                   | sir Henry Simmerson                                                    |                                   |
| 1993            | Keeping Up Appearances                   | The Ship's Officer                                                     | aflevering: Sea Fever             |
| 1994            | EastEnders                               | Lijkschouwer                                                           | 2 afleveringen                    |
| 1997            | The Saint                                | Cold Fusion Broker                                                     |                                   |
| 1997            | Wycliffe                                 | Mr. Price                                                              | aflevering: Strangers             |
| 1998            | Coronation Street                        | Bob Fay                                                                | 1 aflevering                      |
| 1998            | Incognito                                | Deeks                                                                  |                                   |
| 2000            | Offending Angels                         | mentor                                                                 |                                   |
| 2002            | A Touch of Frost                         | Babcock, HMI                                                           | 2 afleveringen                    |
| 2003            | Spooks                                   | Ross Vaughan                                                           | 1 aflevering                      |
| 2004            | A Different Loyalty                      | Dick Madsen                                                            |                                   |
| 2005-2019       | Doctors                                  | Rowland Bryant/Charles Honeychurch/Tom O'Docherty/Judge David Tennyson |                                   |
| 2010            | Law & Order: UK                          | Rechter Burchville                                                     | aflevering: Help                  |
| 2011-2012, 2015 | Downton Abbey                            | dominee Travis                                                         |                                   |
| 2011            | The Iron Lady                            | William                                                                |                                   |
| 2012            | Run for Your Wife                        | man in de bus                                                          |                                   |
| 2012            | Titanic: Blood and Steel                 | Kapitein Smith                                                         | miniserie                         |
| 2014            | The Musketeers                           | Rechter                                                                | aflevering: Homecoming            |
| 2016            | The Crown                                | Henry Marten                                                           | aflevering: Scientia Potentia Est |

- Bibliothèque nationale de France: cb141653632 (data)
- Gemeinsame Normdatei: 1018799265
- International Standard Name Identifier: 0000 0001 3195 6097
- MusicBrainz: f6132d84-8216-4c0e-8906-c23c43b6a620
- Nationale Bibliotheek van Tsjechië: pna2009482728
- Virtual International Authority File: 221480630
- WorldCat: E39PBJrKX9J4k8Jm9TbRQK8t8C